# Lynderup Sogn
Lynderup Sogn er et sogn i Viborg Østre Provsti (Viborg Stift).
I 1800-tallet var Lynderup Sogn anneks til Ulbjerg Sogn. Begge sogne hørte til Rinds Herred i Viborg Amt. Ulbjerg-Lynderup sognekommune blev ved kommunalreformen i 1970 indlemmet i Møldrup Kommune, som ved strukturreformen i 2007 indgik i Viborg Kommune.
I Lynderup Sogn ligger Lynderup Kirke.
I sognet findes følgende autoriserede stednavne:
- Kjeldgårdsminde (bebyggelse)
- Knudshoved (areal)
- Lynderup (bebyggelse, ejerlav)
- Lynderupgaard (landbrugsejendom)
- Nørre Rind (bebyggelse, ejerlav)
- Nørreris (bebyggelse)